# Жива душа
«Жива душа» (швед. En levande själ) — вигаданий автобіографічний роман з елементами наукової фантастики, написаний Пером Крістіаном Єрсільдом 1980 року. Сам Джерсільд назвав його «жартом у лабораторному середовищі». Книжка розподіляє деякі ідеї, зокрема, з оповіданням Роальда Даля «Вільям і Мері» зі збірки оповідань «Поцілунок поцілунку» 1960 року.
У 2014 році під керівництвом Генрі Мура Селдера знято однойменний короткометражний фільм.

## Головний герой, техніка оповіді та сюжет
Головний герой і оповідач у «Живій душі» — Іпсілон, ампутований людський мозок, який вільно проживеає в акваріумі, наповненому стерилізованою водою, що можливо в цьому уявному майбутньому. Він підтримується живим завдяки слабкій електричній напрузі, яка подається через дроти, підключені безпосередньо до його кори головного мозку, й отримує життєво важливі поживні речовини, які раніше вироблялися його тілом, за допомогою різних форм штучних поживних розчинів, які тепер піпеткою вводять в його акваріум.
Опікунами Іпсилона є медичний персонал і медсестри вигаданої медичної групи Biochine Medical Corp., в лабораторії якої також знаходиться його акваріум. Biochine зображується Єрсільдом як архетип неетичної великої компанії, а їх основний інтерес намальований виключно на комерційний прибуток, а не на етичні дослідження в рамках гуманістичних ідеалів. Під час дії ця жага наживи призводить до великої кількості неетичних медичних зловживань проти беззахисного Іпсилона, якого опікуни парадоксально розглядають лише як «просто мозок» чи «продукт», а не як цілісну людину.
Іпсілон, однак, складається не тільки з мозку; деякі частини його колишнього тіла також збереглися разом з корою головного мозку. Цими частинами є його ліве око та два вуха, які все ще безпосередньо пов’язані з корою головного мозку за допомогою звичайних нервових і м’язових зв’язків. Таким чином, він може отримати візуальні враження як про лабораторію, в якій він перебуває, так і про людей, які знаходяться поблизу. Якщо він рухає зовнішніми вухами за допомогою м’язів, які все ще прикріплені до них, він також може послужливо «гребти» у воді, в якій відпочиває, і таким чином «роззиратися» в різні боки.
Коли тіло Іпсилона ампутували, звільнилися частини його кори головного мозку, які раніше займали, серед іншого, рухову активність. Ця звільнена здатність мозку означає, що він тепер має IQ, який, за його словами, набагато вище всіх колективних геніїв світу. Тим не менш, його життя дуже одноманітне, порожнє і бідне враженнями, оскільки в стерильному лабораторному середовищі йому зазвичай взагалі нема чим зайняти свій гігантський інтелект. Щоб скоротити час, він оповідає про власне життя в автобіографічних цілях. Саме цей постійний потік думок Іпсилона складає як голос оповідача, так і саму історію в романі.
Роман розпочинає in medias res через невизначений час після того, як мозок Іпсилона був ампутований з тіла і поміщений в акваріум. На початку історії Іпсілон не пам’ятає ні про своє минуле життя, ні про те, ким він був до ампутації його тіла. Це також призводить до того, що історія починається в середині однієї з його думок, у якій він розмірковує про те, що він бачить навколо себе і що це означає.
Протягом історії Іпсілон все більше й більше закохується в медсестру Емму, яка в основному відповідає за догляд за ним і «дає йому їжу» за допомогою піпетки. Він також вчиться спілкуватися з нею та іншими співробітниками, розвиваючи телепатію, можливо, як побічний продукт його надзвичайно високого IQ, завдяки якому він може читати думки інших людей (і тварин) та впливати на них. Якийсь час здається, що Емма також поділяє й відповідає на почуття Іпсілон до неї.

## Головні теми
Повторювані теми в «Живій душі» — це безжальність і прагнення до прибутку в охороні здоров’я, а також те, до чого це може призвести, якщо недостатньо або не приділяти увагу одночасно враховуватиметься в етиці в контексті охорони здоров’я. Голод Biochine до грошей призводить до незліченної кількості неприємних зловживань над Іпсілоном протягом історії — як медичних, так й емоційних та моральних. Співробітники Biochine також ставляться до Іпсилона так, ніби він був твариною чи якимось об’єктом, а не людиною, хоча його інтелект у багато разів перевищує їх власний. Вони також піддають його електричним струмом, хімічним катуванням і принизливим та нелюдським медичним експериментам, особливо в кінці роману. Усе з метою створення та реалізації комерційного продукту, створеного для досягнення конкретної мети. Не враховується Іпсілон як особистість або його почуття щодо його жахливого існування.
Інша тема, яка повторюється, — це те, що насправді складає людину, а також те, що насправді ми (можливо помилково) вибираємо вважати людьми. Практично жоден із героїв історії не розглядає Іпсилона як особистість, якою він є, а лише як продукт чи внутрішній орган. Вони постійно будують плани за його спиною (образно кажучи) і таємно змовляються проти нього — те, що виявляється в останньому, жахливому втручанні, якому вони свого часу піддали його. Власні почуття Іпсилона та його власне душевне життя взагалі не враховуються, а люди, які працюють у лабораторії Biochine, часто дуже самозаглиблені й піклуються лише про власні інтереси. Навпаки, єдина людина, яка, здається, також думає про благополуччя інших — переважно медсестра Емма — сам Іпсілон. Таким чином, Іпсілон зображений Єрсільд як набагато повніша і завершена людина, ніж інші герої роману; хоча він просто ампутований мозок, що плаває в акваріумі, повному води.